# رامبو: ذا فيديو جيم
رامبو:ذي فيديو قيم (بالإنجليزية: Rambo: The Video Game)‏ هي لعبة فيديو من نوع أكشن-مغامرات وتخفي، وهي متوفرة على أجهزة بلاي ستيشن 3 وإكس بوكس 360 وويندوز . اللعبة من تطوير Teyon وهي من نشر Reef Entertainment .

## وصلات خارجية
- رامبو: ذا فيديو جيم على موقع IMDb (الإنجليزية)

- الموقع الرسمي